# Kariega
Kariega, bis 23. Februar 2021 Uitenhage (afrikaans [øjtənˈhɑːxə]), ist eine Stadt in der Provinz Ostkap nahe Gqeberha in Südafrika mit 103.639 Einwohnern (Stand 2011).

## Geschichte
Uitenhage wurde am 25. April 1804 vom Bezirksrichter Jacob Glen Cuyler gegründet und vom niederländischen Gouverneur der Kapkolonie, Jan Willem Janssens, zu Ehren des Generalkommissars des Kaps, Jacob Abraham Uitenhage de Mist, benannt. Uitenhage bildete sich aus einem Teil des Landkreises Graaff-Reinet (kurz nach seiner kurzlebigen Abspaltung).
Die Kapkolonie erhielt ein gewisses Maß an Unabhängigkeit, als 1872 das Responsible Government ausgerufen wurde. 1875 übernahm die Kapregierung von John Molteno den unbedeutenden Eisenbahnstandort Uitenhage, baute ihn in die Cape Government Railways ein und begann mit dem Bau von Linien, die Uitenhage mit Port Elizabeth und dem südafrikanischen Landesinneren verbinden. Zwei Jahre später, 1877, wurde Uitenhage zur Gemeinde erklärt.
Fast hundert Jahre später wurde Uitenhage als Teil der Republik Südafrika zum Zentrum des Widerstands gegen die Apartheid. Am 21. März 1985 eröffnete die Polizei im Township Langa das Feuer auf einen Trauerzug, bei dem 20 unbewaffnete Personen getötet und 27 verwundet wurden. Es war der 25. Jahrestag des Massakers von Sharpeville. Das Ereignis erzeugte im gesamten Land und besonders in den östlichen Teilen der Kapprovinz Unruhen. Daher zog es investigative Aktivitäten von verschiedenen Seiten nach sich, Staatspräsident Botha berief eine Untersuchungskommission, die nur aus dem Richter Donald Kannemeyer bestand. Parlamentsabgeordnete der PFP unternahmen dazu eigene umfangreiche Aufklärungsaktivitäten.
2000 wurde die Stadt unter anderem mit Port Elizabeth in der Nelson Mandela Bay Metropolitan Municipality zusammengefasst.

## Industrie
Uitenhage ist bekannt für die dort ansässige Großindustrie. Es befindet sich dort ein Volkswagen-Werk, das mit 5600 Arbeitern die größte Autofabrik in ganz Afrika ist. Daneben gibt es noch ein Werk des amerikanischen Reifenherstellers Goodyear. Unmittelbar neben dem Volkswagenwerk wurde der Automobilzuliefererpark Alexander Park Industrial geschaffen, in dem Automobilzulieferer ihre Fertigungsstätten in unmittelbarer Nähe errichtet haben.

## Söhne und Töchter der Stadt
- Enoch Sontonga (1872/73–1905), Komponist des Lieds Nkosi Sikelel’ iAfrika, das heute einen Teil der südafrikanischen Nationalhymne ausmacht
- Allan Hendrickse (1927–2005), Politiker, Lehrer und Prediger
- Nyameko Barney Pityana (* 1945), Menschenrechtsanwalt und Theologe
- Gideon F. Smith (* 1959), Botaniker
- Christo van Rensburg (* 1962), Tennisspieler
- Okkert Brits (* 1973), Stabhochspringer
- Anrich Nortje (* 1993), Cricketspieler

## Sonstiges
- In Uitenhage war in der zweiten Hälfte des 19. Jahrhunderts der Bärenpavian Jack Assistent eines körperbehinderten Streckenwärters.